# Кливландски метрополитен
Кливландски метрополитен (на английски: RTA Rapid Transit) се нарича метрото в град Кливланд, щата Охайо, Съединените американски щати. Въведено е в експлоатация на 15 март 1955 г. Има 3 линии с 49 станции. Дължината на трасето е 54 km, а габарита - 1435 mm.